# سی‌میلی گردبیشه
سی‌مایلی گردبیشه، روستایی از توابع بخش رغیوه شهرستان هفتکل در استان خوزستان ایران است.
این روستا روستایی با طبیعت بکر است.

## جمعیت
این روستا در دهستان گزین قرار دارد و براساس سرشماری مرکز آمار ایران در سال ۱۳۸۵، جمعیت آن ۱۱۶ نفر (۲۳ خانوار) بوده‌است.
شغل بیش تر اهالی این روستا کشاورزی و گله داری است. ساکنین از طایفهٔ بختیاری هستند. این آبادی را سابقاً گردبیشه می نامیده‌اند.